# 金平桦
金平桦（学名：Betula utilis subsp. utilis）是桦木科桦木属植物糙皮桦的亚种，为中国的特有植物。分布于中国大陆的云南等地，生长于海拔2,200米的地区，常生于山脊火烧迹地的林缘及幼林地内，目前尚未由人工引种栽培。模式产地为云南金平县，多次调查未在野外发现。
其种加词“jinpingensis”意为“云南金平的”。